# Comunità Montana L’Arco degli Aurunci
Die Comunità montana L'Arco degli Aurunci ist eine Vereinigung von insgesamt 6 Gemeinden in der italienischen Provinz Frosinone. Sie wurde von den in der Regel recht kleinen Gemeinden, die zumindest teilweise in Bergregionen liegen, gebildet, um die wirtschaftliche Entwicklung der Region zu stärken und die Abwanderung der Bevölkerung aufzuhalten. Weitere Aufgaben sind die Stärkung des Tourismus, des Naturschutzes und die Erhaltung der ländlichen Kultur.
Das Gebiet der Comunità Montana L'Arco degli Aurunci umfasst 20.062 Hektar und zählt insgesamt 12.085 Einwohner.
Die Comunità umfasst folgende Gemeinden:
- Ausonia
- Castelnuovo Parano
- Coreno Ausonio
- Esperia
- Sant’Andrea del Garigliano
- Vallemaio